# Grietje (Schiff)
Bei dem Seenotrettungsboot (SRB) Grietje handelte es sich um ein Boot der so genannten 7-Meter-Klasse der Deutschen Gesellschaft zur Rettung Schiffbrüchiger (DGzRS). Es wurde im Jahre 1972 von der Evers-Werft in Niendorf gebaut.
Die interne Bezeichnung lautete KRST 14.

## Namensgebung
Bei dem Namen Grietje handelt es sich um einen friesischen Frauennamen. Der zweite Name des Bootes lautete Swanti, der Name einer altslawischen Gottheit. Die Umtaufe erfolgte im April 1990 mit der Umstationierung nach Vitte/Hiddensee.

## Technische Ausstattung
Das Seenotrettungsboot war mit Funkanlagen, Echolot, GPS, Fremdlenzpumpe und einer Bergungspforte ausgestattet.
Das Boot besaß, wie alle „echten“ Boote der 7-m-Klasse, kein Radargerät (nähere Erläuterung dazu: Seenotrettungsboot Kaatje).

## Stationierung
Die Grietje war ab dem 16. März 1972 in Kiel-Schilksee stationiert. Am 10. April 1990 erfolgte der Wechsel zur Station Vitte/Hiddensee, wo sie bis zum 15. April 1993 verblieb und dann außer Dienst gestellt wurde. Das Boot wurde danach an ein privates Museum in Blankenese abgegeben. Zwischenzeitlich wird das Seenotrettungsboot als Umma im Internationalen Maritimen Museum Hamburg ausgestellt, in welches die Privatsammlung überführt wurde.

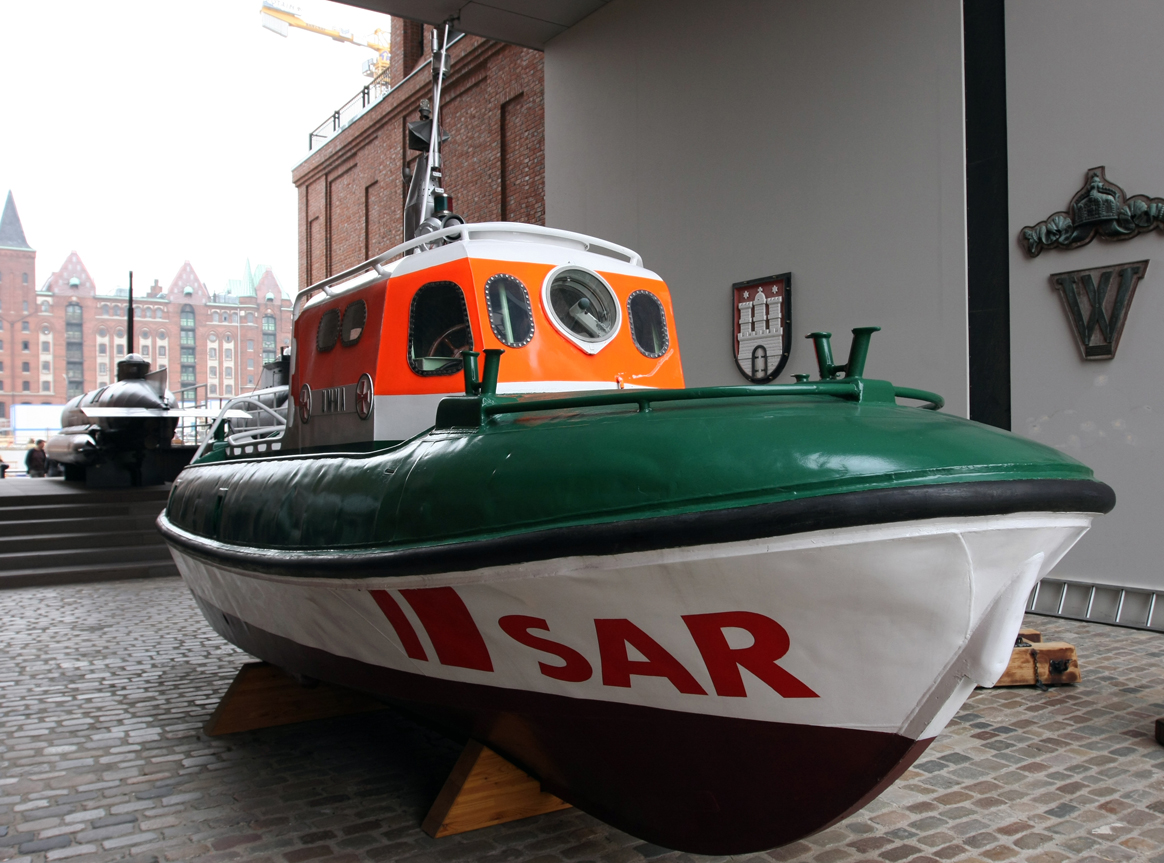
Im Internationalen Maritimen Museum Hamburg, Oktober 2008